# Alsótelek község
Alsótelek község (románul: Comuna Teliucu Inferior) község Hunyad megyében, Romániában. Központja Alsótelek, beosztott falvai Csolnakoscserna, Felsőtelek, Lindzsina.

## Népessége
A 2011-es népszámlálás adatai alapján a község népessége 2344 fő volt.